# Willard (Montana)
Willard é uma comunidade não incorporada no condado de Fallon, no estado estadunidense do Montana. Willard fica localizada à beira da  Montana Highway 7 a 21 quilómetros de Baker, a capital do condado. A comunidade teve uma estação de correios até 9 de setembro de 1995, mas ainda possui um zip próprio de  59354.